# 中国农工民主党

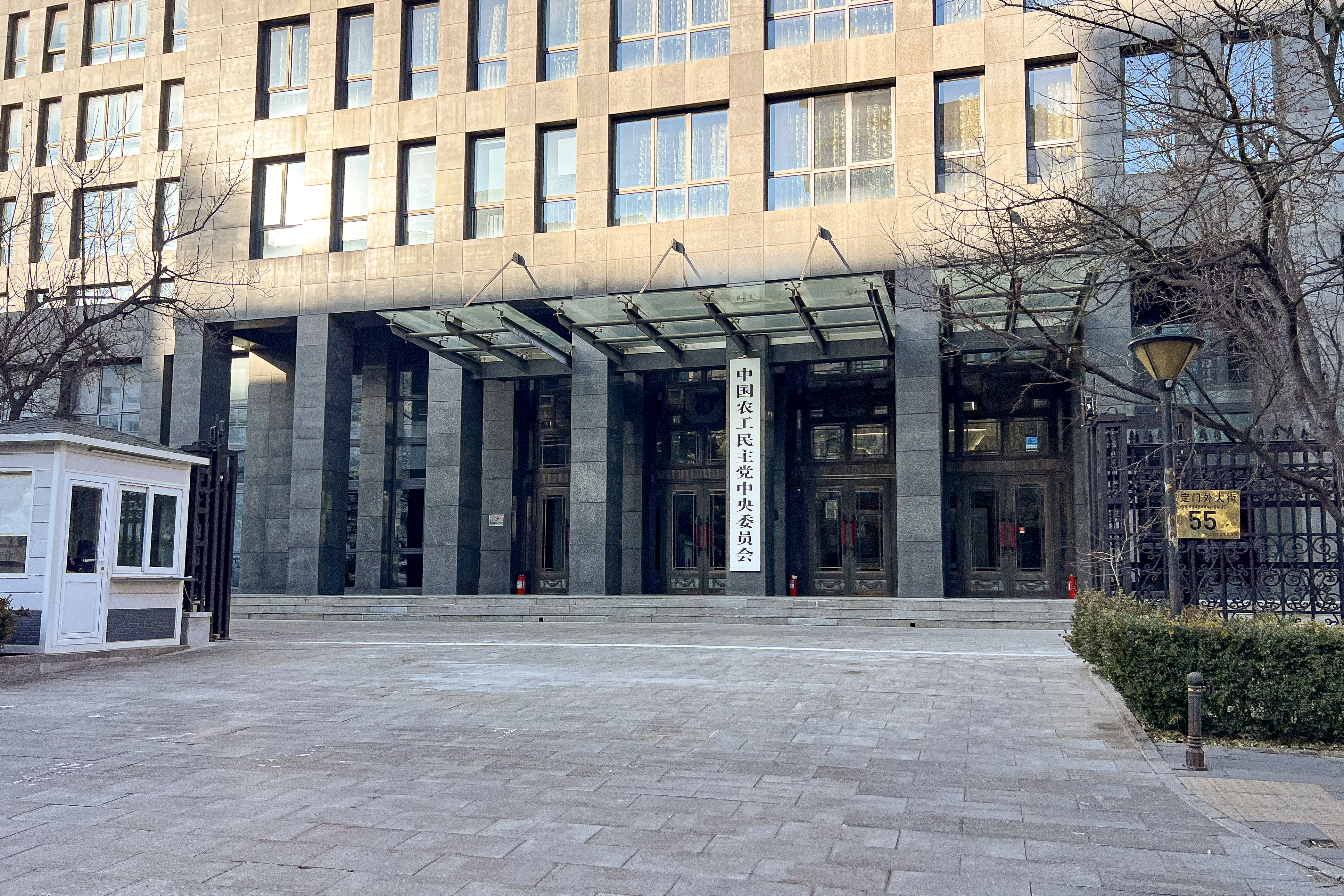
农工党中央委员会

中国农工民主党，简称农工党，是中华人民共和国排名第五的民主党派，现时是全国人大常委会内的第三大党，党员人数在民主党派中排第五，在全国政党中排第六。
农工党于1930年8月9日在上海成立，早期党员多来自中国国民党左派人士，目前党员主要来自医药卫生界高中级知识分子，参加中国共产党领导的多党合作和政治协商制度。截至2019年底，农工党共有党员177,943人。中国共产党对农工党进行政治领导，但表示保证组织独立和法律地位平等，不会干扰民主党派的独立性及日常事务。詹姆斯·D·西摩認為中华人民共和国各民主党派均为中国共产党的卫星党。

## 历史
1927年11月，国民党左派宋庆龄、邓演达等以“中国国民党临时行动委员会”名义，发表《对中国及世界革命民众宣言》。
1928年初，国民党左派谭平山、章伯钧等在上海成立“中华革命党”，以邓演达为总负责。
1930年8月9日，邓演达在上海主持召开第一次全国干部会议，成立中国国民党临时行动委员会。邓演达希望能在国共两党之外，形成第三种势力，在中国建立资产阶级共和国，因此中国国民党临时行动委员会也被称为第三党。1931年11月29日，國民政府于南京秘密處決邓演达。此后，该党转入地下。
1933年11月，十九路军于福建发动政变（史称闽变），第三党参予其事。在福州召开“中国全国人民临时代表大会”，黄琪翔为全国人民临时代表大会主席，成立“中华共和国人民革命政府”，黄为十一名政府委员之一，同时兼任军事委员会参谋主任。第三党宣告解散，党员集体加入组织生产人民党。旋即失败。
1935年11月10日至16日，第三党重建。中国国民党临时行动委员会在香港九龙大埔道召开第一次临时代表会议（后改称第二次全国干部会议，简称二干会议），集中解决了党的组织和政治路线问题，党的名称改为中华民族解放行动委员会（简称解委会），主张各党派联合抗日，仍推举黄琪翔为中央委员会书记。组织委员会书记彭泽湘。二干会议后，解委会以北平、上海和广州为据点，建立华北、华东和华南三个大区，大力发展组织，积极开展抗日救亡活动。
- 华东局书记李士豪。欧阳平、何仲珉、杨清源、施建中等组成华东局委员会，领导上海、浙江、江西、安徽、福建等省市工作。
- 华北局和北平市的负责人何世琨、王一帆、张云川、周惠生、王守先、吴建东、覃汉川等。联系了杨秀峰、张友渔、张东荪、郭大中等一批教授以及李锡九等人。解委会中央特派员彭泽湘由香港到北平视察党务，1937年6月中旬李锡九告诉彭泽湘说毛泽东请你访问延安。彭泽湘在中共地下组织的帮助和安排下，于6月下旬到达延安住了一个星期，毛泽东主席连续四个晚上亲到彭泽湘下榻的陕北饭店恳谈当时的形势，询问上海、北平和两广的情况，以及李济深、白崇禧等目前对抗日的态度，谈了建立抗日民族统一战线的想法，以及有关的方针策略。
- 华南局

1938年3月1日，中华民族解放行动委员会在汉口召开第三次全国干部会议，会议通过了《抗日战争时期的政治主张》，把中共抗战的路线和方针，作为全党的行动的指针，在政治上加强与中共的合作。会议推举章伯钧为总联络人，决定把全国地方组织分为“后方组织”和“沦陷区组织”两类，各自根据实际情况开展活动。
1947年2月，在上海召开第四次全国干部会议，改党名为中国农工民主党，选举章伯钧为中央执行委员会主席。1949年9月，农工党代表彭泽民、郭冠杰、李士豪等出席中国人民政治协商会议第一届全体会议，参与制定《中国人民政治协商会议共同纲领》，该党领袖章伯钧入政府任交通部长。农工党分别于1949年、1951年召开第五、六次全国干部会议。1957年反右运动中，大批农工党党员被划为右派，其中最著名的十大右派是：韩兆鹗、张申府、章伯钧、黄琪翔、黄现璠、李士豪、李伯球、张云川、邓昊明、李述中。
1958年11月，将全国干部会议改为全国代表大会，召开了第七次全国代表大会。1979年、1983年、1988年、1992年、1997年、2002年、2007年、2012年分别召开了第八、九、十、十一、十二、十三、十四次、十五次全国代表大会。2017年11月，召开了第十六次全国代表大会。2022年12月，召开了第十七次全国代表大会。

## 组织机构
农工党中央机关分设办公厅、组织部、宣传部、社会服务部、参政议政部、研究室等6个职能部室。 
农工党主办有中央机关刊物《前进论坛》杂志。

## 地方政府任職
目前農工黨在中國大陸各省級行政區正副省长中任職的，共有3人
| 姓名   | 職務         | 學歷       |
| ------ | ------------ | ---------- |
| 史可   | 江西省副省长 | 工程硕士   |
| 但彦铮 | 重庆市副市长 | 法学硕士   |
| 谢京   | 海南省副省长 | 管理学博士 |

農工黨曾在中國大陸各省級行政區正副省长中任職的包括：
| 姓名 | 職務         | 學歷     |
| ---- | ------------ | -------- |
| 王路 | 海南省副省長 | 理學博士 |

## 党员
农工党的发展范围以医药卫生界高中级知识分子为主，以大中城市为主和有一定代表性人士为主，著名党员有陆小曼等人。农工党目前在除西藏外的全国30个省、自治区、直辖市建立了地方组织，有党员12.5万余人。

## 历任负责人、领导人
| 任次                                             | 姓名                                     | 就任日期                                 | 卸任日期                                 |
| 中国国民党临时行动委员会中央干事会总干事         | 中国国民党临时行动委员会中央干事会总干事 | 中国国民党临时行动委员会中央干事会总干事 | 中国国民党临时行动委员会中央干事会总干事 |
| ------------------------------------------------ | ---------------------------------------- | ---------------------------------------- | ---------------------------------------- |
| 1                                                | 邓演达                                   | 1930年8月9日                             | 1931年8月17日                            |
| 2                                                | 黄琪翔                                   | 1931年8月17日                            | 1935年11月                               |
| 中华民族解放行动委员会中央委员会总书记           |                                          |                                          |                                          |
| 2                                                | 黄琪翔                                   | 1935年11月10日                           | 1938年3月                                |
| 中华民族解放行动委员会中央临时执行委员会总联络人 |                                          |                                          |                                          |
| 3                                                | 章伯钧                                   | 1938年3月                                | 1947年2月3日                             |
| 中国农工民主党中央委员会主席                     |                                          |                                          |                                          |
| 3                                                | 章伯钧                                   | 1947年2月3日                             | 1958年12月10日                           |
| 4                                                | 季方                                     | 1958年12月10日                           | 1987年1月                                |
| 5                                                | 周谷城                                   | 1987年1月                                | 1988年11月13日                           |
| 6                                                | 卢嘉锡                                   | 1988年11月13日                           | 1997年11月                               |
| 7                                                | 蒋正华                                   | 1997年11月                               | 2007年12月11日                           |
| 8                                                | 桑国卫                                   | 2007年12月15日                           | 2012年12月                               |
| 9                                                | 陈竺                                     | 2012年12月                               | 2022年12月                               |
| 10                                               | 何维                                     | 2022年12月                               |                                          |